# كورنيل باردوكزكي
كورنيل باردوكزكي مواليد 5 يوليو 1978 في المجر، هو لاعب كرة مضرب مجري يلعب باليد اليمنى. أعلى تصنيف له في الفردي كان المركز الـ 254 في سنة 2004. أعلى تصنيف له في الزوجي كان المركز الـ 130 في سنة 2004. نافس في كأس ديفيز.